# Florence Scovel Shinn

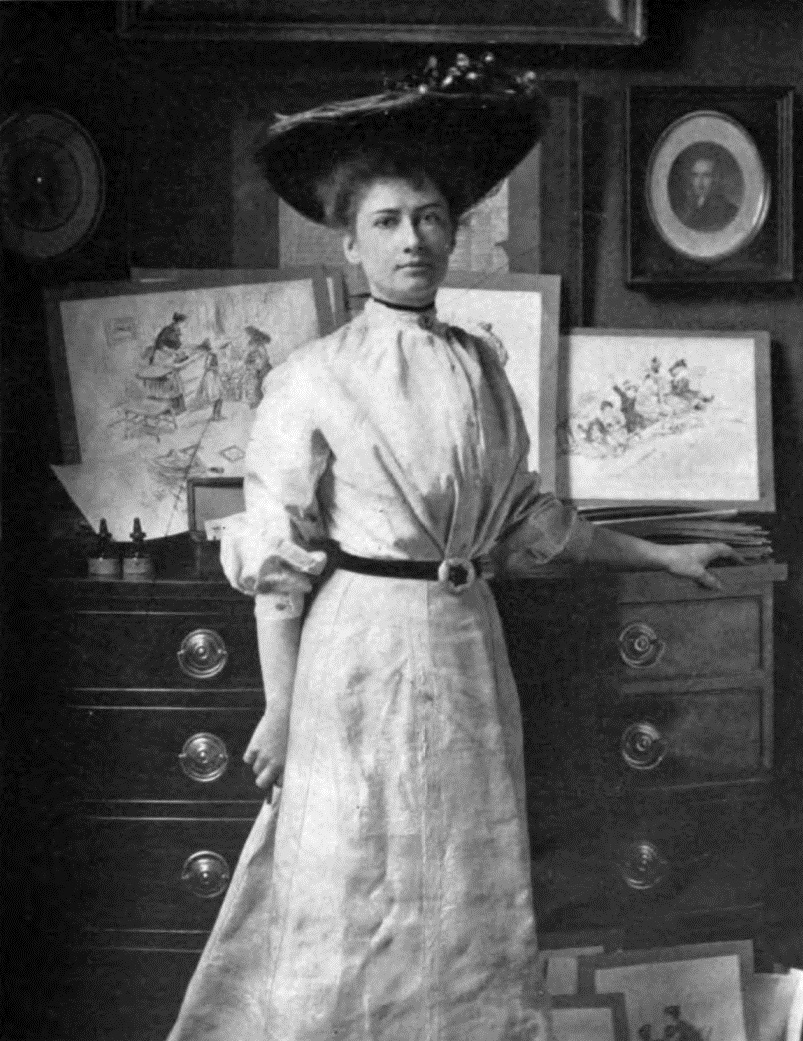
Florence Scovel Shinn

Florence Scovel Shinn (* 24. September 1871 in Camden (New Jersey); † 17. Oktober 1940) war eine US-amerikanische Illustratorin, christliche Schriftstellerin und Lehrerin in den lebensphilosophischen Fächern Spiritualität und Selbsthilfe. 

## Leben
Florence Scovel Shinn, die Tochter des Camdener Juristen Alden Cortlandt Scovel und dessen Gattin Emily Hopkinson Scovel, hatte eine ältere Schwester und einen jüngeren Bruder. Nach dem Besuch der Philadelphiaer Friends’ Central School studierte sie von 1889 bis 1897 Kunst an der Pennsylvania Academy of the Fine Arts. 1898 heiratete Florence Scovel den Maler Everett Shinn (1876–1953). Das Paar hatte sich an der genannten Akademie kennengelernt und lebte fortan in der Manhattaner Greenwich Village. 1912 wurde die Ehe geschieden. 

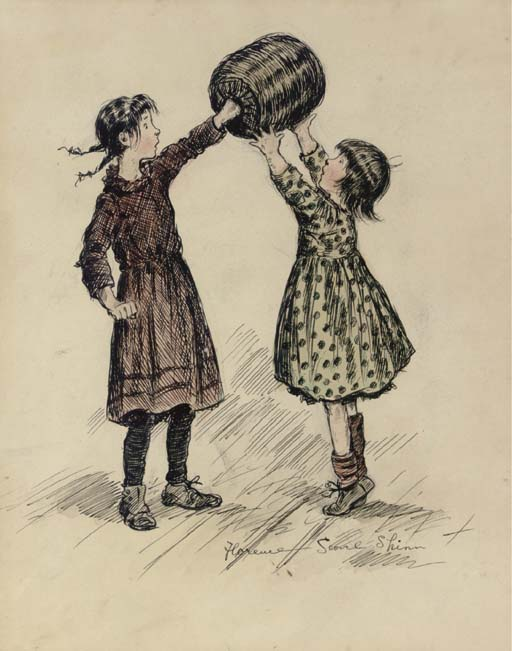
Florence Scovel Shinn (1901): Buch-Illustration zu Alice Hegan Rice: Mrs. Wiggs of the Cabbage Patch

Ab dem Jahr 1900 illustrierte Florence Shinn Bücher und zeichnete für Magazine wie Harper’s. 1903 wurde sie neben Elizabeth Shippen Green ausnahmsweise in die 1901 gegründete Society of Illustrators aufgenommen, zu der Künstlerinnen regulär erst ab 1920 Zugang erhielten.
In den 1920er Jahren trat die Künstlerin als christliche Schriftstellerin hervor und machte sich in New York City als Weisheitslehrerin einen Namen. Die Autorin, auf Hilfe zur Selbsthilfe in mancher Lebenslage aus, berief sich einerseits in ihren unten genannten Werken auf das Wort Jesu. Dieser führe jedem Sprecher eindringlich die zwiespältige Macht des Wortes vor Augen: „... aufgrund deiner Worte wirst du freigesprochen und aufgrund deiner Worte wirst du verurteilt werden“ (Mt 12,37 ). Andererseits war die spirituelle Lehrerin Florence Shinn nicht nur im Christentum, sondern auch in Weltreligionen wie dem Hinduismus, Buddhismus und Jainismus kundig, wenn sie zur Bebilderung ihrer Lebensphilosophie das Karma besprach: Der Mensch verbringe seine Lebenszeit in einem game of boomerangs, demnach erzeuge jede Ursache Wirkung.

## Werke (Auswahl)
Florence Shinns schriftstellerisches Werk wird dem Neuen Denken zugerechnet.
- 1925: The Game of Life. (Das Lebensspiel und seine Regeln. Übersetzerin: Helene Hahn. Heilbronn 1934)
- 1928: Your Word is Your Wand. (Dein Wort ist dein Zauberstab. Elgg-Lindau 1958)
- 1940: The Secret Door to Success. (Das geheime Tor zu Fortschritt und Erfolg. Elgg-Lindau 1958)